# Rudi Hansen
Rudi Hansen, gift Nielsen, (født 27. oktober 1943 i København) er en dansk forretningskvinde og tidligere skuespillerinde, som er kendt i rollen som Mie i Far til fire-filmene.

## Karriere
Rudi Hansen startede tidligt som barneskuespiller på teateret sammen med søsteren Annisette Hansen, med hvem hun også indspillede et par singleplader. Rudi Hansen blev valgt til rollen som Mie i den første Far til fire-film og medvirkede i alle filmene. Hun indspillede derudover kun to film.
Rudi Hansen blev i 1962 optaget på Privatteatrets teaterskole, men efter at have giftet sig i 1963 indstillede hun sin skuespillerkarriere og flyttede til Italien.
Rudi er nu bosat i Danmark, hvor hun havde import-firmaet "Rudi & Harald Nielsen", der importerer modevarer inden for sko, tasker og accessories. Hendes mand, Harald Nielsen, døde i 2015. Firmaet lukkede januar 2017.
Rudi Nielsen er bestyrelsesformand i Eventyrteatret og sidder i bestyrelsen for en række andre virksomheder.

## Privatliv
Den 18. juni 1961 blev hun hårdt kvæstet ved en færdselsulykke i Nordsjælland. Det var en soloulykke, og bilen blev ført af Sejr Volmer-Sørensen.
I 1963 giftede hun sig med fodboldspilleren Harald Nielsen, med hvem hun forblev gift med frem til hans død i 2015.

## Filmografi
- 1953 Far til fire
- 1953 Fløjtespilleren
- 1954 Far til fire i sneen
- 1955 Min datter Nelly
- 1955 Far til fire på landet
- 1956 Far til fire i byen
- 1957 Far til fire og onkel Sofus
- 1958 Far til fire og ulveungerne
- 1959 Far til fire på Bornholm
- 1961 Far til fire med fuld musik
- 1961 Farinelli